# Liegenschaftsinformationssystem Außenanlagen LISA
Das Liegenschaftsinformationssystem Außenanlagen LISA ist ein deutsches Softwaresystem, in dem verschiedene DV-Werkzeuge integriert sind.
Das LISA dient in den Bauverwaltungen des Bundes und der Länder zur Bestandsdokumentation von Außenanlagen (Gebäude, Freianlagen, Verkehrsanlagen, Ver- und Entsorgungsanlagen, Umweltbewertungen usw.) auf zivilen und militärischen Liegenschaften des Bundes und enthält Module zur
- Erfassung, Bearbeitung und Führung von topografischen und fachlichen Bestandsdaten auf Basis eines Geoinformationssystems (GIS)
- Bearbeitung und Führung erhobener alphanumerischer Daten in relationalen Datenbanken sowie
- Auskunft, Darstellung und Auswertung bereitgestellter Daten mit Auskunftssystemen.

Die Erfassung der Daten erfolgt auf Basis der Baufachlichen Richtlinien Liegenschaftsbestandsdokumentation. Die vermessungstechnischen Grundlagen werden in den Baufachlichen Richtlinien Vermessung geregelt. Die Bereitstellung der Bestandsdokumentation innerhalb und außerhalb der Bauverwaltung geschieht aus dem LISA heraus.